# Hyperpachylus mirabilis
Hyperpachylus mirabilis is een hooiwagen uit de familie Gonyleptidae.